# TARPS

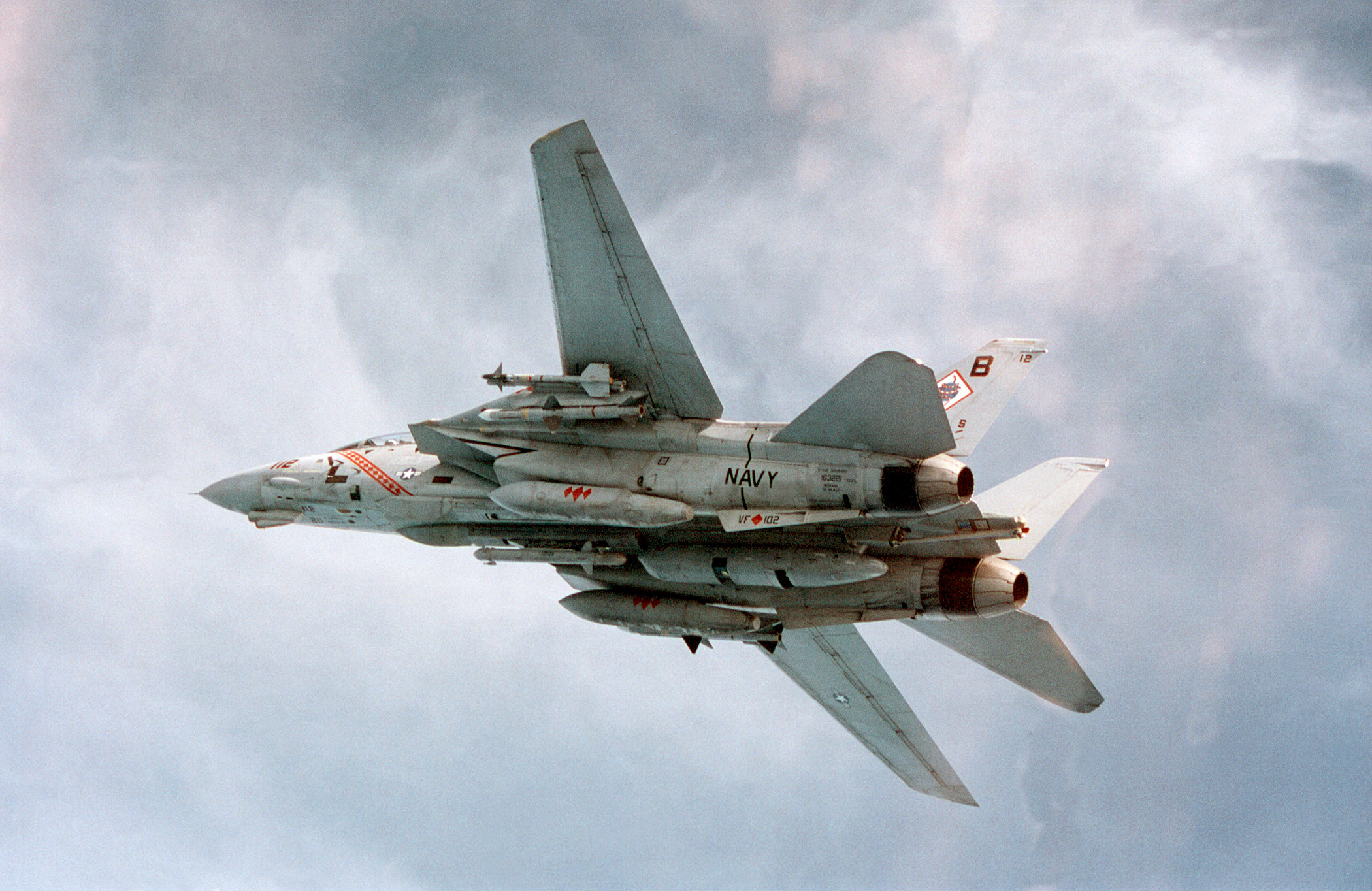
Le système TARPS monté sous le fuselage d'un F-14 Tomcat

Le TARPS pour Tactical Airborne Reconnaissance Pod System est un système de reconnaissance aéroporté américain construit par Grumman devenu en 1994 Northrop Grumman initialement pour être fixé sous l'intrados de fuselage d'un avion de chasse embarqué Grumman F-14 Tomcat. Il a par la suite été adapté pour être emporté par les McDonnell Douglas F/A-18 Hornet de l'United States Navy.

## Caractéristiques générales

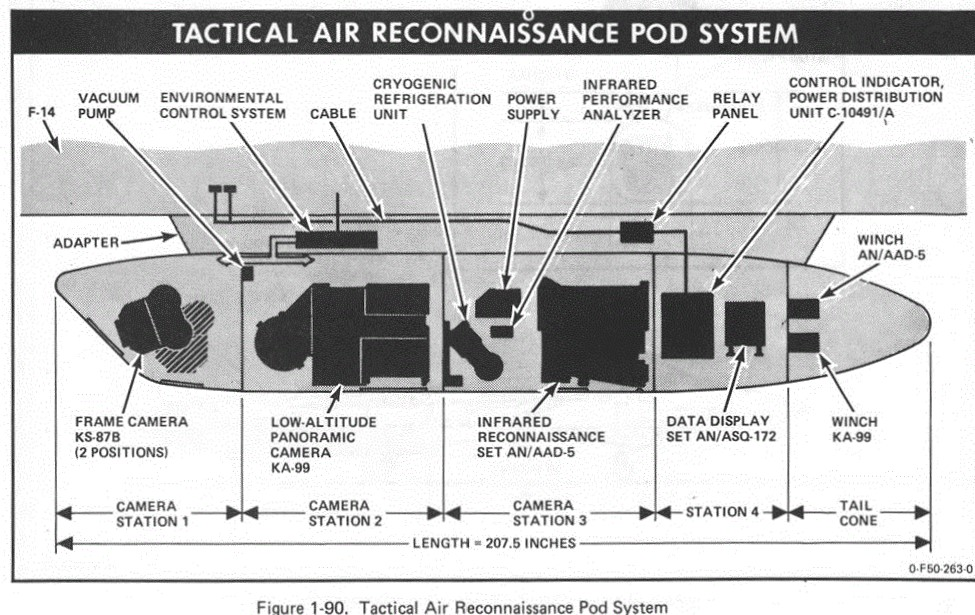
Diagramme de la première version du TARPS.

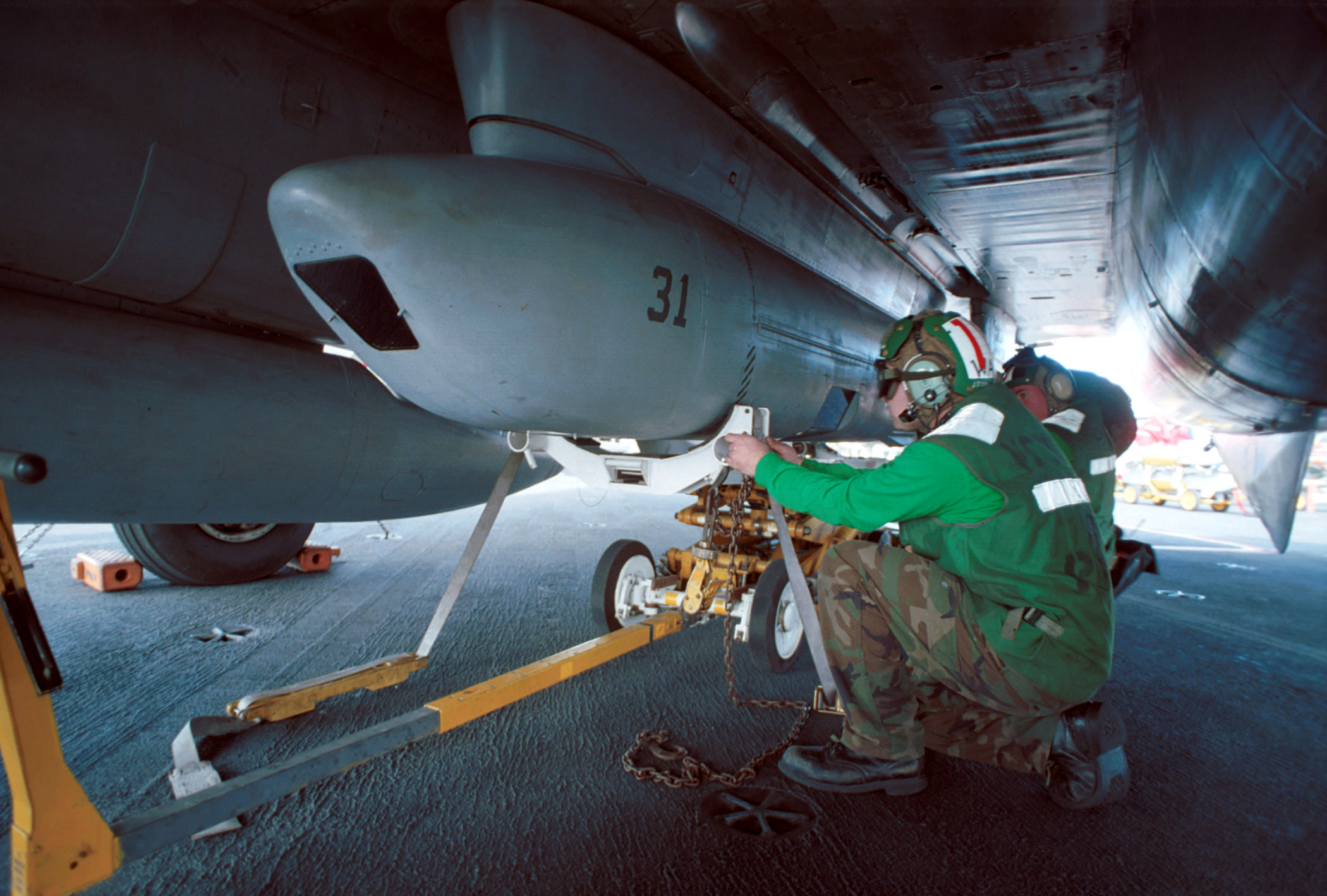
Une nacelle TARPS monté sur un F-14 sur le pont du porte-avions américain USS George Washington en 2000.

D'une longueur de 5,27 mètres et d'un diamètre de 0,67 mètre le TARPS se présente sous la forme d'une nacelle de forme oblongue. Sa masse en charge est de 798 kg. À l'intérieur de la nacelle on trouve à l'origine la caméra de reconnaissance KS-87B construite par Chicago Aerial Industries aujourd'hui Recon Optical (en), identique à celle employée entre autres sur les Dassault HU-25 Guardian de l'US Coast Guard et sur les Northrop RF-5E Tigereye destinés à l'export, cette caméra d'un poids de 35,2 kg a une focale de 15,2 cm et peut prendre 6 photos par seconde avec une capacité totale de 2 400 expositions. Par ailleurs une caméra panoramique KA-99 développé en 1974 spécialisée dans les prises de vue à basse altitude était également implantée à l'intérieur. Un scanner infrarouge AN/AAD-3 complétait l'équipement général du TARPS.
Du fait de sa masse le TARPS était monté sur un chariot. La transmission des informations pour les commandements alliés à terre était difficile avec cette première version, lors des missions de reconnaissance des F-14 TARPS durant la guerre du Golfe de 1991, les photos traités du TARPS ont dû être livrés par S-3 Vikings pour leur fournir des informations à jour sur les cibles.

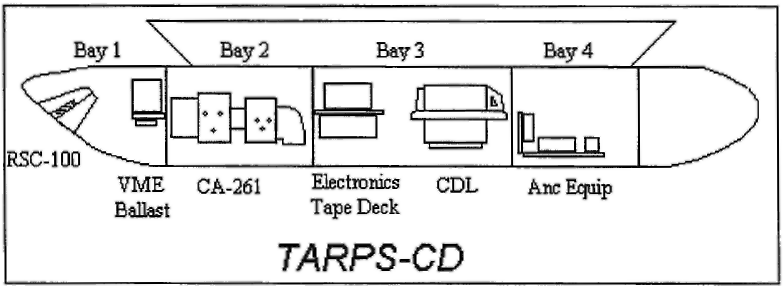
Diagramme du Tactical Airborne Reconnaissance Pod System Completely Digital (TARPS-CD), troisième et dernière version du TARPS.

En septembre 1995, des plans ont été émis pour tester un système de caméra numérique pour la nacelle TARPS du F-14. Sept mois plus tard, en juin 1996, le VF-32 avait modifié l'un de ses Tomcat pour transporter la nouvelle nacelle, effectuer des essais au sol et effectuer des vols d'essai. Dans la nouvelle nacelle TARPS DI, l'appareil photo KS-87 standard est remplacé par un appareil photo numérique Pullnix (aujourd'hui Takex, filiale de Takenaka Corporation) doté d'un viseur vertical et d'un viseur avant. Lorsqu'une image numérique est prise et stockée dans un périphérique de stockage à semi-conducteurs, le RIO a plusieurs alternatives: Il peut envoyer l'image immédiatement aux décideurs (qui peuvent immédiatement ordonner un coup sur la cible) et laisser l'image en mémoire pour examen/transmission plus tard ou il pourrait stocker toutes les images et attendre de télécharger après retour sur le porte-avions. Si l'image est transmise immédiatement, elle se fait via la radio UHF en 30 à 180 secondes par image à une distance de 175 milles nautiques.

## Utilisation
Jamais exporté le TARPS ne fut employé que par l'US Navy. Il servit sur les F-14 Tomcat de 1981 à 2006. Les Américains l'employèrent à partir de 1994 sur les F/A-18 Hornet également. Des TARPS furent employés en 1983 lors de l'intervention américaine à la Grenade pour des missions de reconnaissance aérienne. Par la suite cet équipement démontra ses capacités en 1986 lors des raids aériens américains contre la Libye, puis enfin durant la Guerre du Golfe ou les F-14 TARPS effectuèrent 781 missions.
En 1995, deux Hornet équipés de TARPS réalisèrent des missions de reconnaissance au-dessus de la Bosnie-Herzégovine alors en guerre en vue du déploiement de l'IFOR.
L'arrivée progressive de la nacelle LANTIRN mit fin à l'usage du TARPS qui fut finalement retiré du service en 2006.

## Sources et références

### Sources bibliographiques
- (en) Tom Holmes, US Navy F-14 Tomcat Units of Operation Iraqi Freedom, Osprey Publishing Limited, 2005
- (en) Tom Kaminsky, The United States Military Aviation Directory, Airtime Publishing, 2000

### Sources web
- (en) Le TARPS sur Globalsecurity.
- (en) Le TARPS sur Aircraft Wiki.